# Viator (Almería)
Viator est une commune de la province d'Almería, Andalousie, en Espagne.

## Géographie

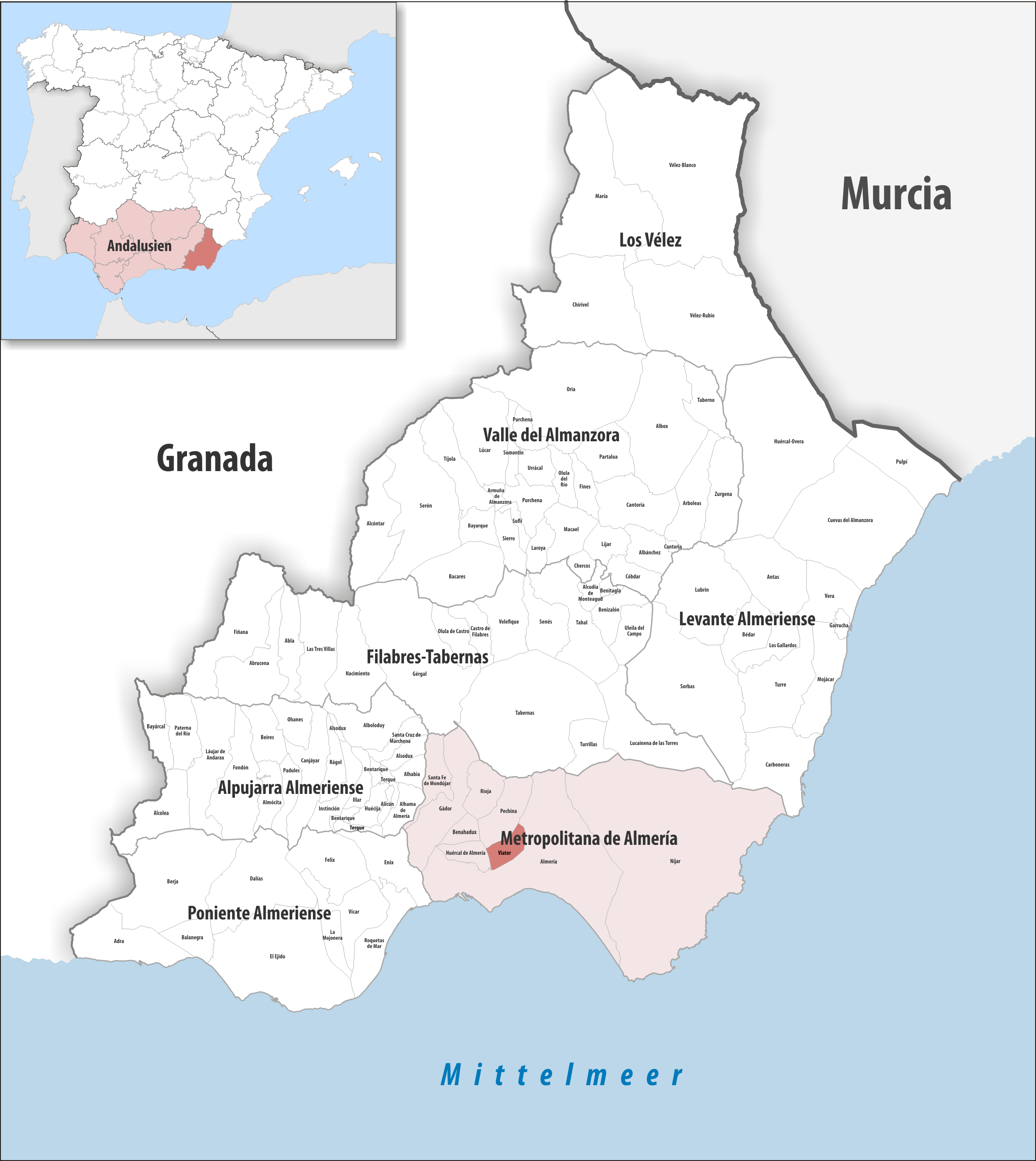
Viator dans la comarque d'Almería, province d'Almería / en Andalousie

### Localisation
La commune de Viator se trouve dans le sud de la province d'Almería et vers le centre-ouest de la comarque métropolitaine d'Almería.
Almería est à 9 km sud ;
Malaga à 211 km ouest ;
Madrid à 531 km nord-nord-ouest ;
Gibraltar à 349 km ouest-sud-ouest (distances par route).

### Généralités
Le fleuve Andarax marque la limite de commune avec Huércal de Almería à l'ouest ; il est longé par le chemin de fer Linares - Almeria.
Presque toute la moitié nord de la commune est occupée par la base militaire Alvarez de Sotomayor.